# Eine seltsame Geschichte (Turgenew)

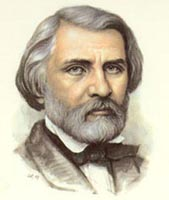
Iwan Turgenew im Jahr 1859

Eine seltsame Geschichte (russisch Странная история, Strannaja istorija) ist eine phantastische Novelle des russischen Schriftstellers Iwan Turgenew, die 1869 in Baden-Baden entstand und 1870 im Januarheft des Sankt Petersburger Westnik Jewropy erschien. Die Übertragung ins Deutsche brachte E. Behre 1884 in Hamburg im Bd. 12 von Turgenews ausgewählten Werken heraus.

## Inhalt
Fünfzehn Jahre ist es her, erzählt der adelige Herr Ch., als er dienstlich in der Gouvernementshauptstadt T. zu tun hatte.
Da steigt er dort in einem Hotel ab. In der dienstfreien Zeit sucht er zu seiner Zerstreuung einen – ebenfalls adeligen und begüterten – alten Bekannten seiner Familie auf. Herr Ch. findet gleich beim ersten Besuch Sofja, die 17-jährige Tochter des Hauses, anziehend.
Wieder im Hotel, bemerkt der ortskundige Hoteldiener die Langeweile des Gastes. Herr Ch. geht auf einen merkwürdigen Vorschlag des Dieners ein. Der Gast wird mit einem Original bekanntgemacht, das auf Wunsch einen verstorbenen Verwandten oder Bekannten zeigen kann. Jenes Original ist ein junger Mann, heißt Wassili Nikititsch und leidet an der Fallsucht. Wassili macht sich zunächst rar. Derweil muss sich der harrende Herr Ch. die gewünschte Person – er hat seinen verstorbenen französischen Erzieher Dessort gewählt – unausgesetzt vorstellen.
Wassili beeinflusst sein Medium tatsächlich: Herr Ch. sieht den alten Dessort mit eigenen Augen. Der auf einmal furchtsam und müde gewordene Ich-Erzähler Herr Ch. kann es sich nur so erklären: Wassili verfügt über besondere magnetische Kräfte. Wahrscheinlich hantiere dieser Magnetiseur Wassili mit Metastasen; stelle Empfindlichkeiten um.
Herr Ch. berichtet anderntags Sofja von dem Wunder und fragt, ob sie dies für möglich halte. Sofja erwidert: „Man muß nur den Glauben haben – und es werden Wunder geschehen!“ Sofja kennt auch das Mittel. Glaube fange mit Selbstverleugnung, mit Demut an. Das Mädchen legt Wassilis Erfolg aus. Es gäbe keine Toten, denn die Seelen seien unsterblich.
Zwei Jahre später hält sich Herr Ch. wieder dienstlich in T. auf. Sofja hat inzwischen allen Bewerbern einen Korb gegeben und ist ihrem Vater bereits vor ein paar Monaten davongelaufen. Bald darauf muss Herr Ch. sich erneut auf Dienstreise begeben; diesmal in das Nachbar-Gouvernement S. Dort begegnet er dem fallsüchtigen Wassili, der inzwischen endgültig besessen geworden ist. In Wassilis Begleitung befindet sich ein adeliges Fräulein – Sofja. Sie gibt auf den Geisteskranken acht.
Herr Ch. begreift nicht, weshalb ein so junges, wohlerzogenes, wohlhabendes Mädchen das Vaterhaus verlassen hat und Magd eines „halbverrückten Landstreichers“ geworden ist.
Viel später kommt Herrn Ch. zu Ohren, dass der Vater die Tochter heimholen konnte. Sofja habe fortan daheim geschwiegen und sei später ohne ein Wort gestorben. Wassili, das närrische Wesen von eiserner Gesundheit, lebt weiter.

## Deutschsprachige Ausgaben
Verwendete Ausgabe:
- Eine seltsame Geschichte, S. 333–362 in: Iwan Turgenew: Gesammelte Werke. Bd. 5. Novellen. Herausgegeben und aus dem Russischen übertragen von Johannes von Guenther. 365 Seiten. Aufbau-Verlag, Berlin 1952